# Alpi di Livigno
Le Alpi di Livigno (Livigno Alpen in tedesco) sono un gruppo montuoso delle Alpi Retiche occidentali. Interessano l'Italia (Regione Lombardia) e la Svizzera (Canton Grigioni). Prendono il nome dal comune di Livigno, località intorno alla quale sono collocate.

## Classificazione

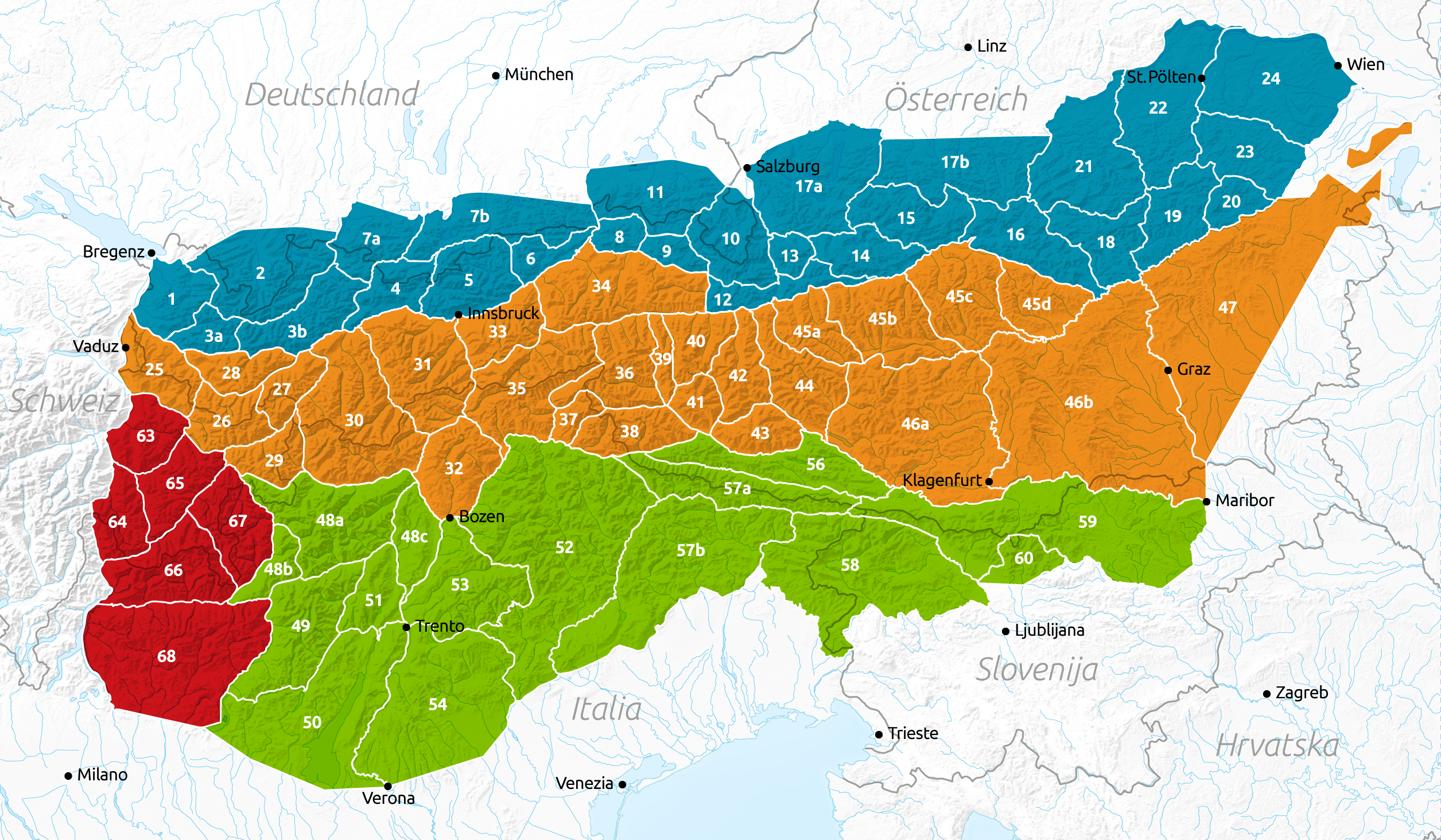
Le Alpi di Livigno secondo l'AVE sono individuate dal numero 67.

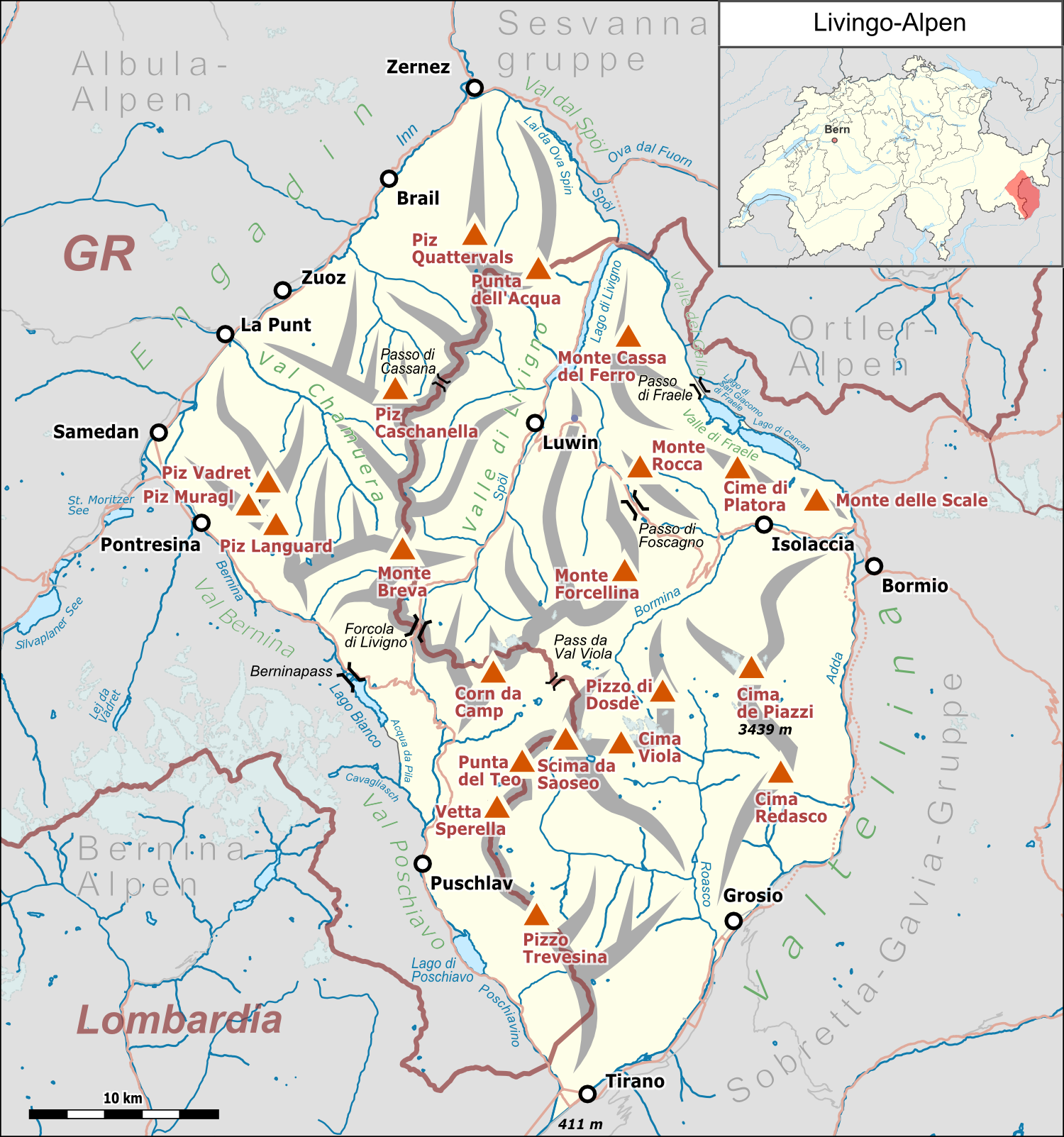
Cartina dettagliata del gruppo montuoso.

La Partizione delle Alpi le vedeva come appartenenti alla sezione n. 11: Alpi Retiche.
L'AVE le considera come il gruppo n. 67 (su 75) nelle Alpi Orientali.
La SOIUSA le vede come sottosezione alpina e vi attribuisce la seguente classificazione:
- Grande parte = Alpi Orientali
- Grande settore = Alpi Centro-orientali
- Sezione = Alpi Retiche occidentali
- Sottosezione = Alpi di Livigno
- Codice = II/A-15.IV

## Delimitazioni
Confinano:
- a nord-est con le Alpi della Val Müstair (nella stessa sezione alpina) e separate dal passo d'Alpisella,
- a sud-est con le Alpi dell'Ortles (nelle Alpi Retiche meridionali) e separate dall'alta Valtellina,
- a sud-ovest con le Alpi del Bernina (nella stessa sezione alpina) e separate dal Passo del Bernina,
- a nord-ovest con le Alpi dell'Albula (nella stessa sezione alpina) e separate dall'alta Engadina.

Ruotando in senso orario i limiti geografici sono: Passo del Bernina, Val Bernina, alta Engadina, torrente Spöl, Lago del Gallo, Passo d'Alpisella, Val Alpisella, Valle di Fraele, Alta Valtellina, Val Poschiavo.

## Suddivisione

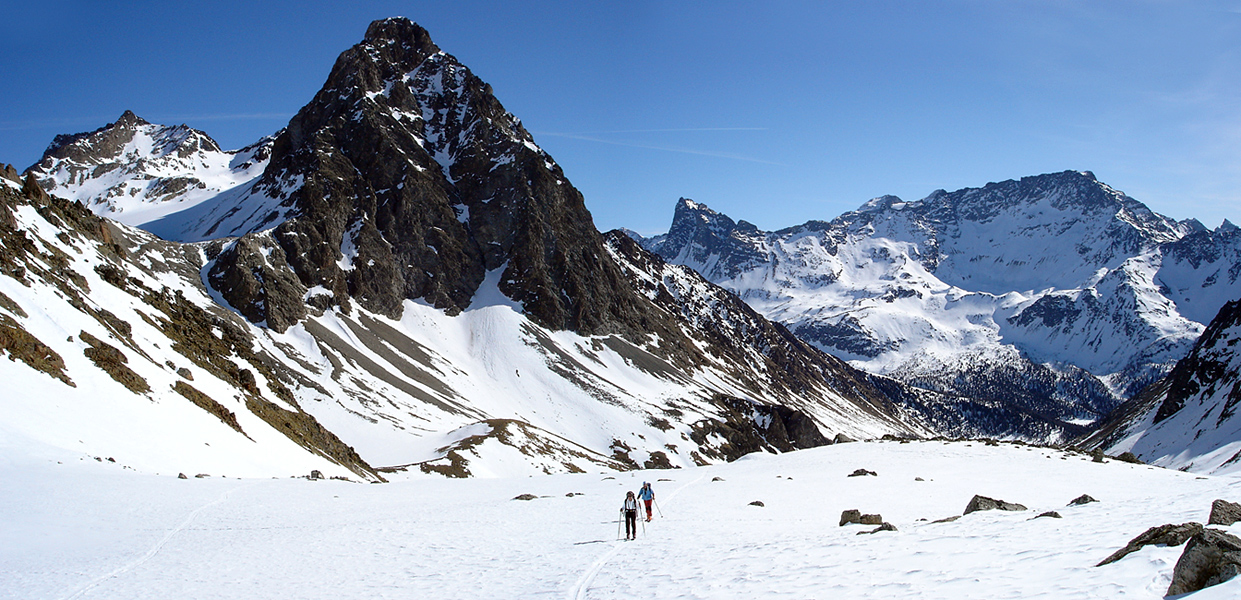
Scima da Sosè

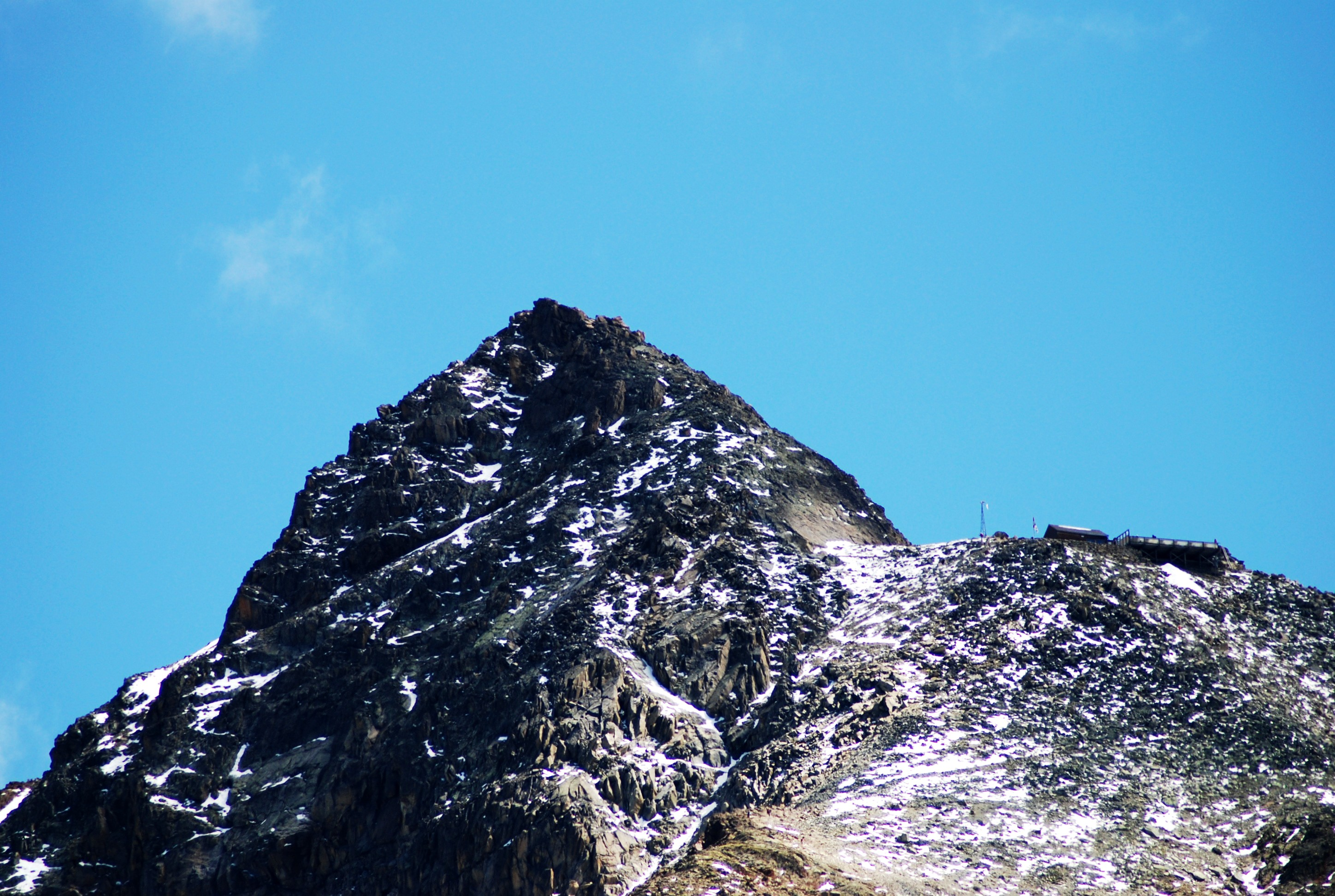
Piz Languard

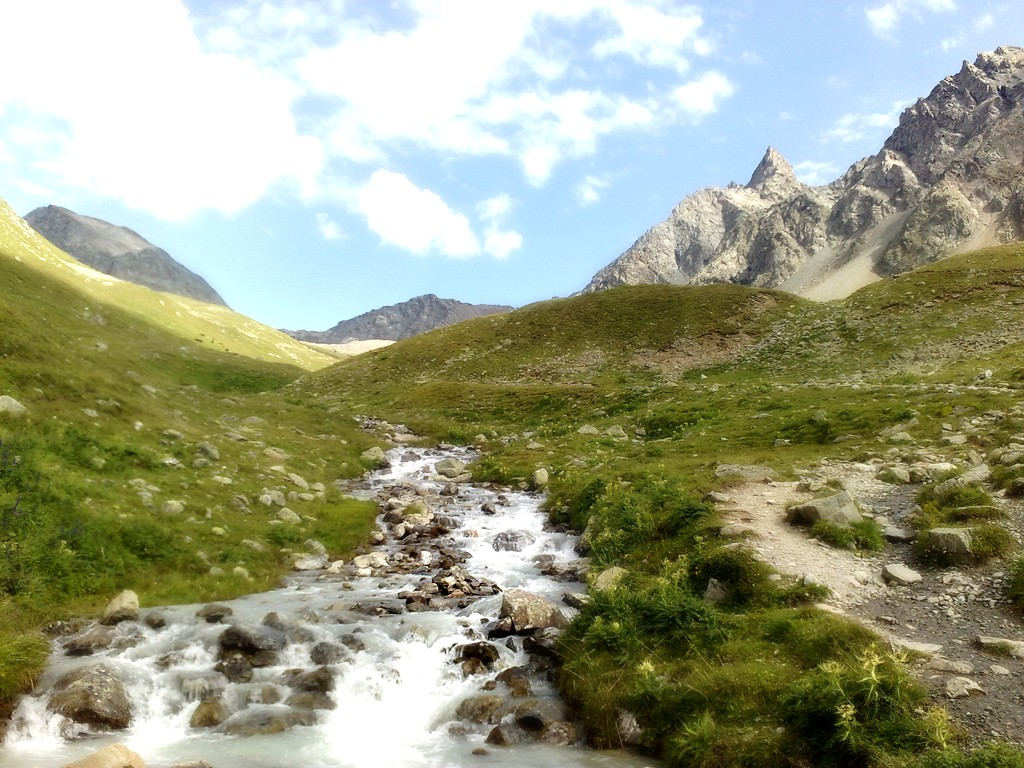
Piz Vadret a sx

Le Alpi di Livigno sono a loro volta suddivise in due supergruppi e quattro gruppi:
- Catena Languard-Quattervals (A)
  - Gruppo del Piz Languard i.s.a.  (A.1)
    - Costiera Piz Campasc-Piz Minor  (A.1.a)
    - Gruppo del Piz Languard p.d.  (A.1.b)
    - Gruppo del Piz Vadret  (A.1.c)
    - Gruppo Cotschen-Leverone-Campacci  (A.1.d)

  - Gruppo del Piz Quattervals i.s.a.  (A.2)
    - Gruppo del Pizzo Casana  (A.2.a)
    - Gruppo del Piz Quattervals p.d.  (A.2.b)
    - Gruppo del Piz Diavel   (A.2.c)
- Catena Piazzi-Paradisino (B)
  - Gruppo del Piz Paradisino i.s.a. (B.3)
    - Gruppo del Piz Paradisino p.d. (B.3.a)
    - Gruppo Pizzo Filone-Monte Foscagno (B.3.b)

  - Gruppo dei Piazzi i.s.a. (B.4)
    - Gruppo Lago Spalmo-Saoseo (B.4.a)
    - Costiera Grandi Rossi-Piz Trevisina (B.4.b)
    - Gruppo della Cima de' Piazzi p.d. (B.4.c).

I due supergruppi sono separati dalla Forcola di Livigno e dalla Val di Livigno. La Catena Languard-Quattervals raccoglie la parte nord-occidentale delle Alpi di Livigno mentre la Catena Piazzi-Paradisino quella sud-orientale.

## Vette

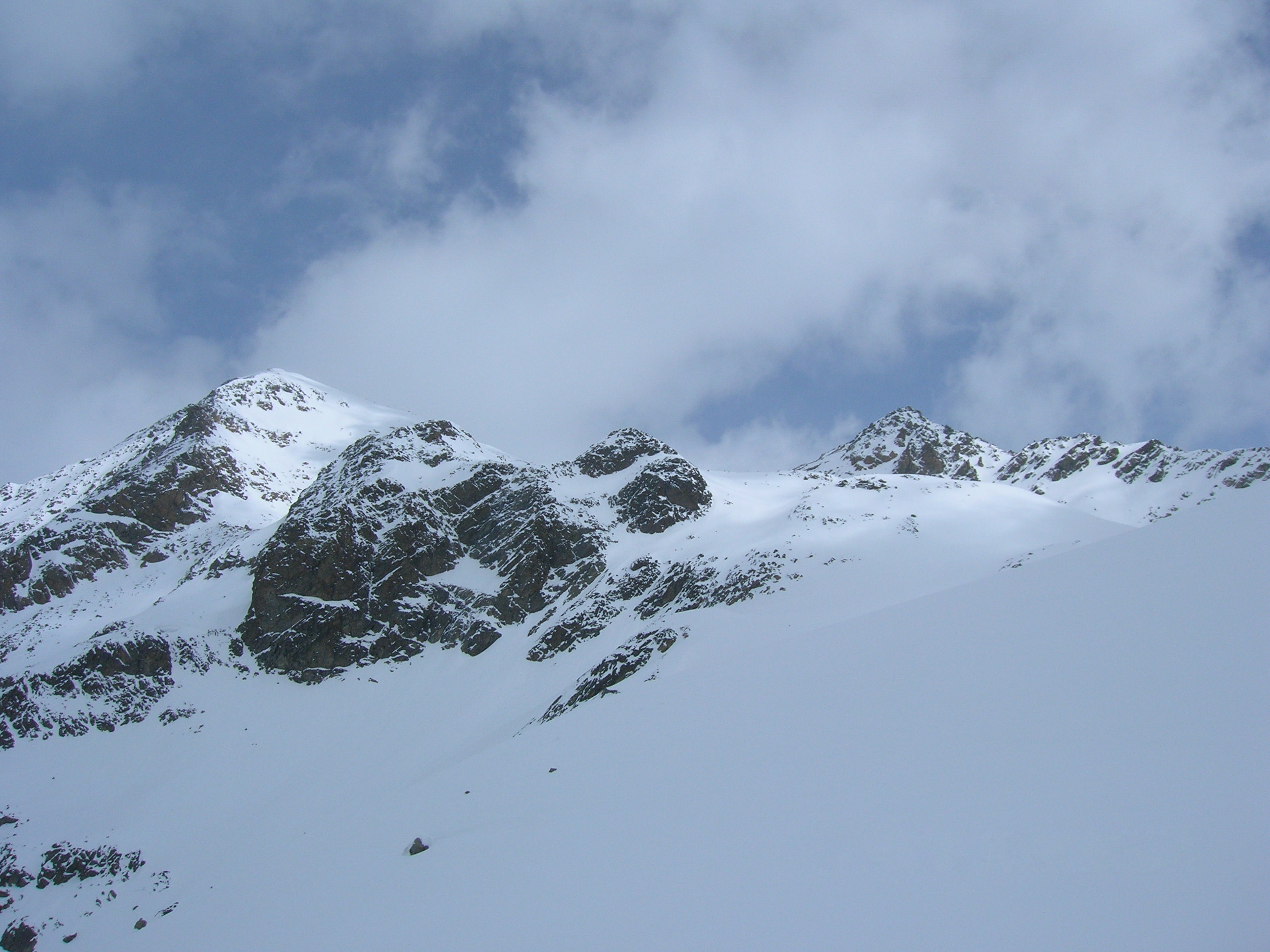
Pizzo Dosdè

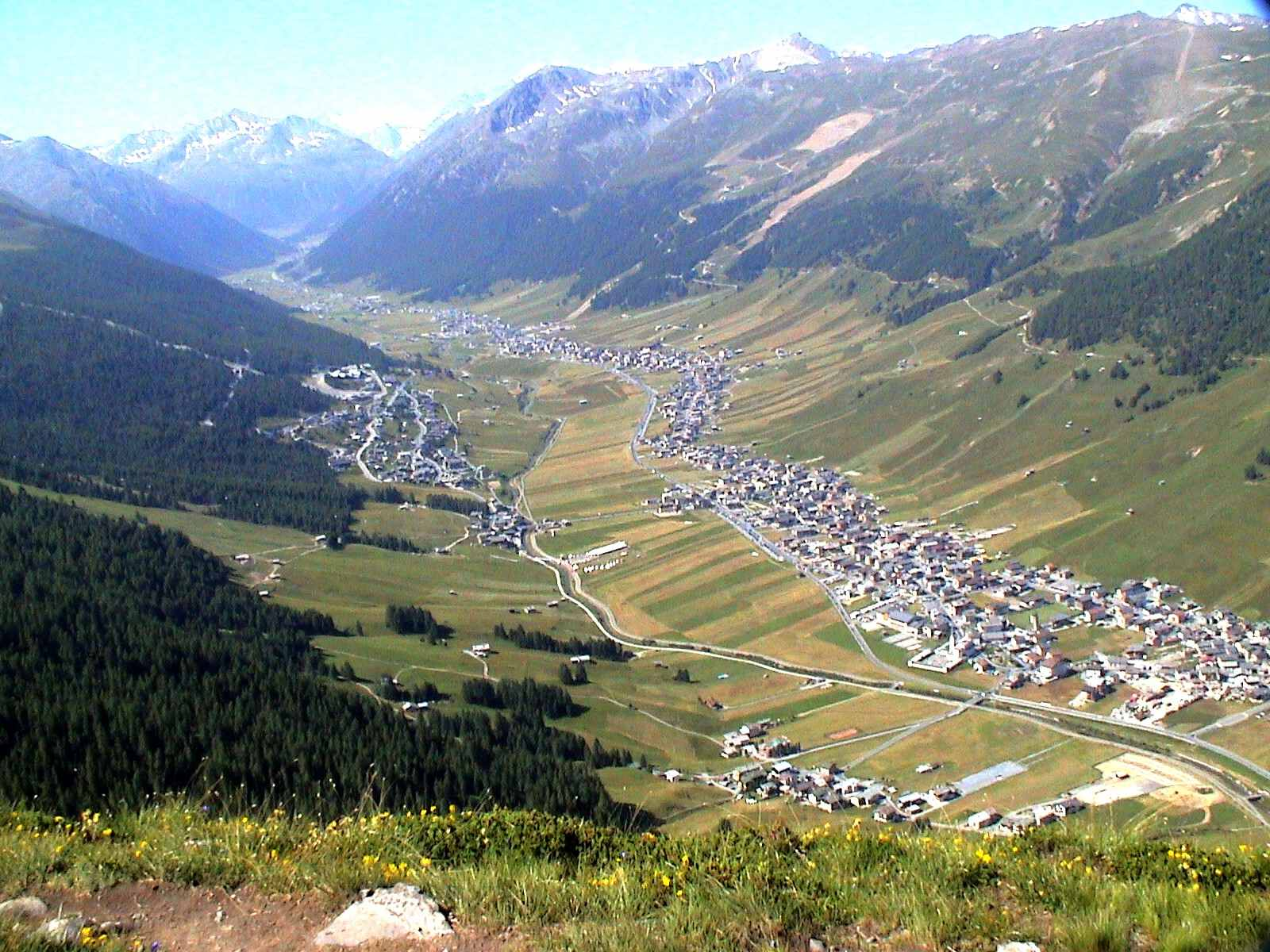
Val di Livigno

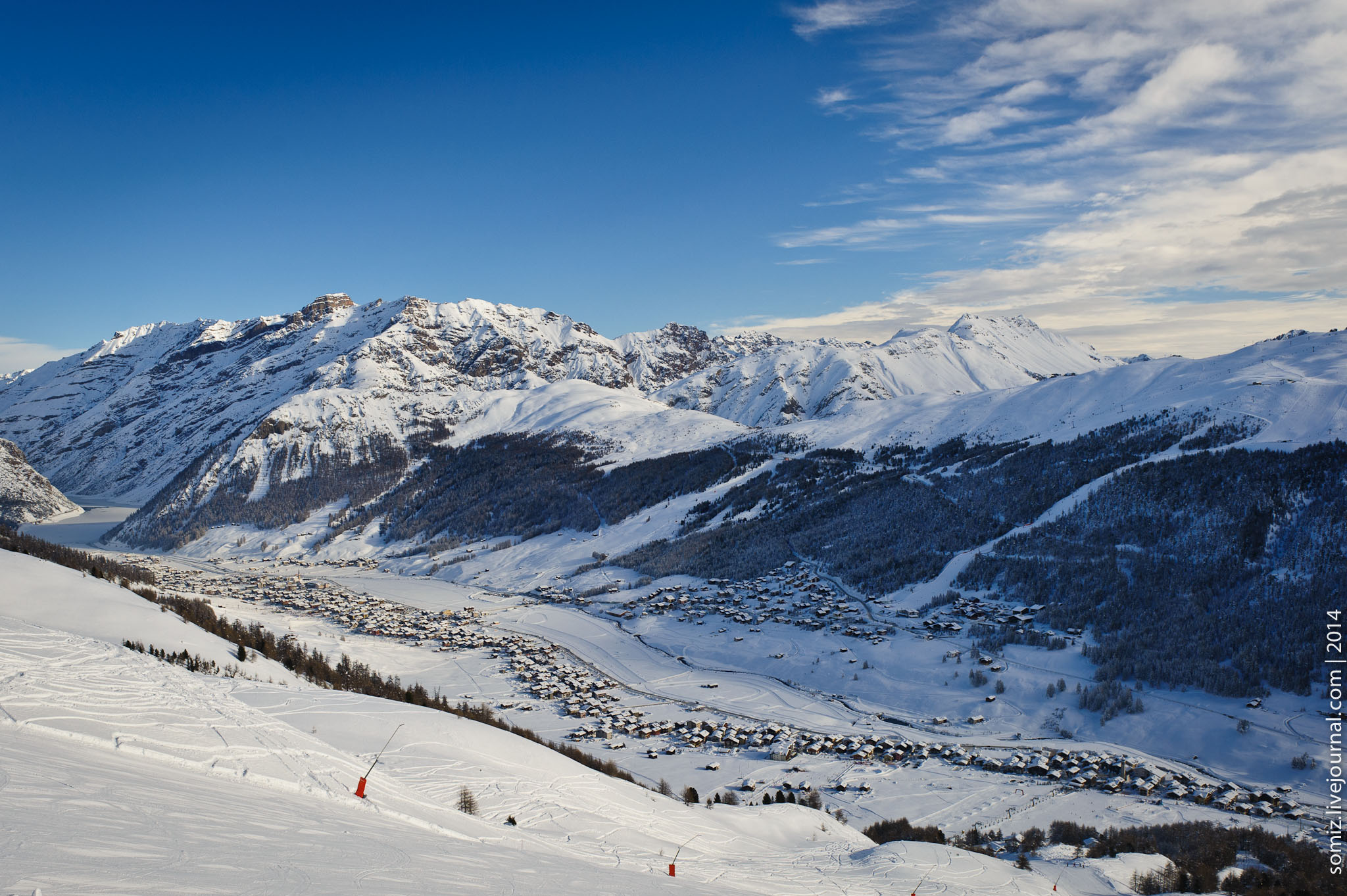
Panorama di Livigno

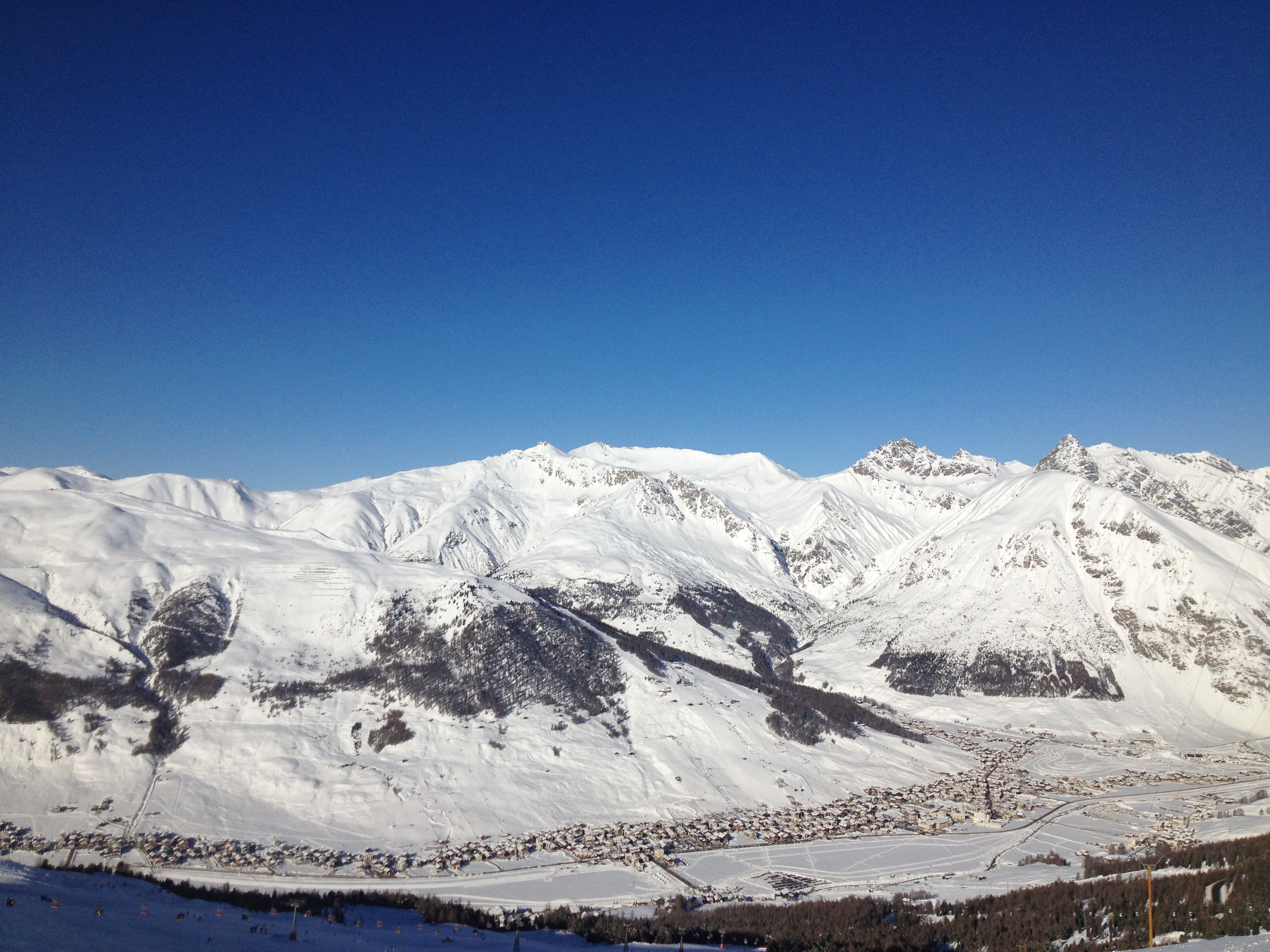
Panorama dalle Alpi di Livigno

Le vette principali delle Alpi di Livigno sono:
- Cima Piazzi, 3439 m
- Cima Viola, 3374 m
- Pizzo Paradisino, 3302 m
- Cima Lago Spalmo, 3291 m
- Pizzo Dosdè, 3280 m
- Scima da Saoseo, 3264 m
- Piz Languard, 3262 m
- Corno di Dosdè, 3232 m
- Corn da Camp, 3232 m
- Piz Vadret, 3199 m
- Piz Albris, 3166 m
- Piz Quattervals, 3165 m
- Piz Muragl, 3157 m
- Piz Prüna, 3153 m
- Sasso di Conca, 3150 m
- Cime di Redasco, 3139 m
- Pizzo Filone, 3133 m
- Corna di Capra, 3133 m
- Piz d'Esan, 3127 m
- Piz da l'Acqua, 3126 m
- Munt Cotschen, 3104 m
- Piz la Stretta, 3104 m
- Piz Serra, 3095 m
- Pizzo Zembrasca, 3089 m
- Monte Forcellina, 3087 m
- Piz Sena, 3075 m
- Piz Chaschauna, 3071 m
- Pizzo Coppetto, 3066 m
- Piz dal Diavel, 3062 m
- Monte Foscagno, 3058 m
- Piz Lavirun, 3053 m
- Monte Foscagno, 3051 m
- Piz Minor, 3050 m
- Pizzo del Teo, 3049 m
- Piz Saliente, 3048 m
- Monte Vago, 3039 m
- Corno di San Colombano, 3022 m
- Piz Campàccio, 3007 m
- Pizzo Cantone, 2906 m
- Monte delle Mine, 2881 m
- Monte delle Rezze, 2858 m
- Pizzo Trevisina, 2823 m
- Piz Campasc, 2.598 m

## Valichi

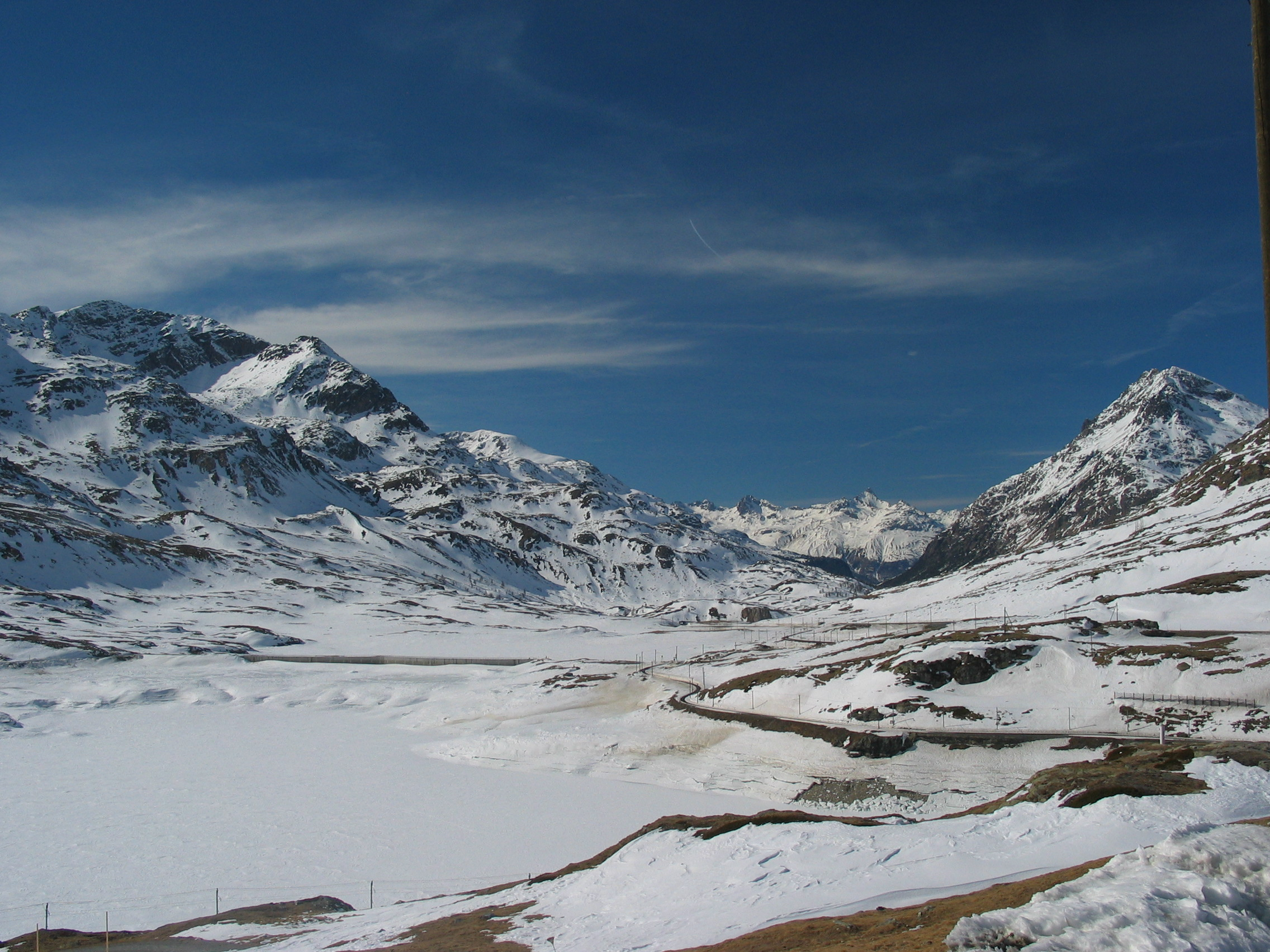
Passo del Bernina

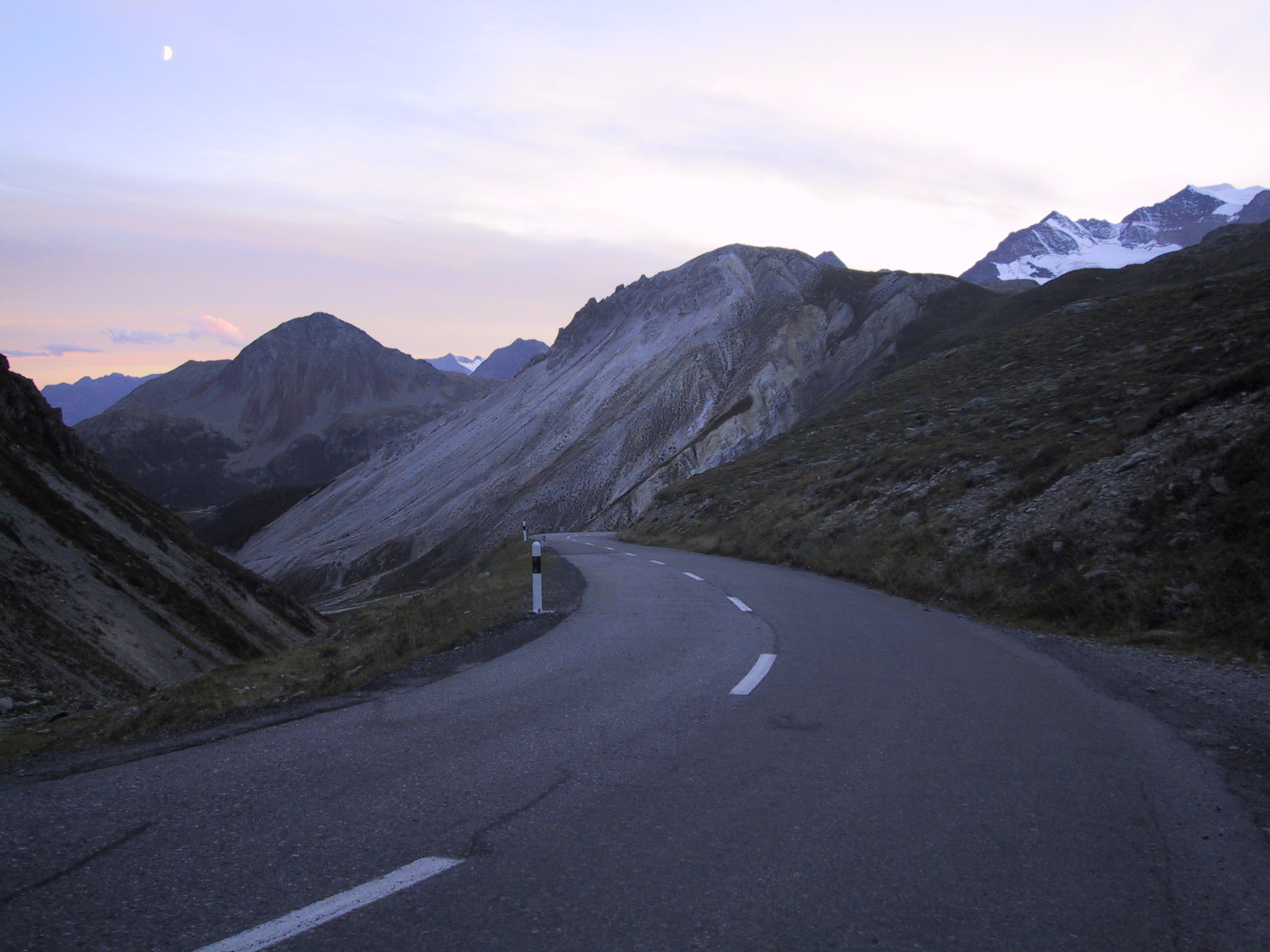
La strada della Forcola di Livigno

I valichi principali che interessano le Alpi di Livigno sono:
| nome                | da - a                                   | tipo     | altezza (m) |
| ------------------- | ---------------------------------------- | -------- | ----------- |
| Passo di Dosde      | dalla Val Grosina alla Val Viola Bormina | sentiero | 2850        |
| Passo di Sacco      | da Grosio alla strada del Bernina        | sentiero | 2751        |
| Passo di Chaschauna | da S-chanf a Livigno                     | sentiero | 2694        |
| Passo di Val Viola  | da Bormio alla strada del Bernina        | sentiero | 2431        |
| Passo Bernina       | da Pontresina a Tirano                   | strada   | 2330        |
| Forcola di Livigno  | da Livigno a Poschiavo                   | strada   | 2315        |
| Passo di Verva      | da Bormio a Grosio                       | sentiero | 2314        |
| Passo del Foscagno  | da Valdidentro a Livigno                 | strada   | 2292        |
| Passo d'Alpisella   | da Livigno alla Valle di Fraele          | sentiero | 2285        |
| Passo d'Eira        | da Livigno a Trepalle                    | strada   | 2209        |

## Rifugi
I principali rifugi delle Alpi di Livigno sono:
- Georgy Hutte - 3.200 m
- Rifugio Dosdè - 2.824 m
- Rifugio Viola - 2.314 m
- Rifugio Alpe Campo - 2.070 m
- Rifugio Falk Enrico - 2.005 m
- Chamanna Cluozza - 1.882 m
- Chamanna Varüsch - 1.734 m